# Бартлетт, Эдуард
Эдуард Бартлетт — английский орнитолог.
С 1865 по 1869 год он предпринял обширную экспедицию на Амазонку. В 1871 году он помогал своему отцу Эйбрахаму Ди Бартлетту в его работе в Зоологическом обществе Лондона. Обмен письмами с Чарльзом Дарвином также датируется этим периодом. С 1874 по 1890 год Бартлетт был куратором в музее Мейдстона в Кенте. В 1891 году он эмигрировал в Саравак, где с 1895 по 1897 год работал куратором в музее Кучинга. В 1889 году избран членом-корреспондентом Американского союза орнитологов. В 1897 году избран членом Зоологического общества Лондона.
В честь Бартлетта названа птица семейства тинаму — скрытохвост Бартлетта (Crypturellus bartletti).